# Susan Sarandon
Susan Sarandon (tên khai sinh Susan Abigail Tomalin; sinh ngày 4 tháng 10 năm 1946) là một nữ diễn viên người Mỹ. Bà hoạt động trong ngành điện ảnh và truyền hình từ năm 1970, và đã đoạt giải Oscar cho nữ diễn viên chính xuất sắc nhất cho vai diễn trong phim Dead Man Walking năm 1995. Bà cũng nổi tiếng về hoạt động chính trị, xã hội vì sự nghiệp tự do hiện đại ở Hoa Kỳ.

## Thời niên thiếu
Sarandon là chị cả của 9 chị em, có tên khai sinh là Susan Abigail Tomalin, sinh tại thành phố New York, là con gái của Lenora Marie (nhũ danh Criscione) và Phillip Leslie Tomalin, người phụ trách quảng cáo, chủ nhiệm phim kịch truyền hình kiêm ca sĩ ở hộp đêm trong thời ban nhạc big band. Tổ tiên bên nội của Sarandon có nguồn gốc từ Anh, Ireland và xứ Wales, còn mẹ có gốc gác từ Sicilia, Ý. Gia đình bà theo đạo Bàng giáo. Năm 2006, Sarandon cùng 10 người họ hàng thân thuộc (trong đó có người tình sống chung Tim Robbins và cậu con trai Miles) đã về Wales để lập cây phả hệ. Chuyến đi của họ đã được đài BBC Wales làm một chương trình tài liệu mang tên Coming Home: Susan Sarandon.
Sarandon tốt nghiệp trường Edison High School, ở Edison, tiểu bang New Jersey năm 1964. Sau đó bà theo học trường Đại học Bàng giáo Hoa Kỳ từ năm 1964 tới năm 1968, đậu bằng cử nhân môn kịch nghệ và làm việc với nhà giáo bậc thầy nổi tiếng về kịch nghệ là linh mục Gilbert Hartke.

## Sự nghiệp
Năm 1969, Sarandon đóng phim Joe với người sau này trở thành chồng là Chris Sarandon. Bà đóng vai chính là một thanh thiếu nữ chống đối, biến đi trong giới người cặn bã xã hội khốn khổ (phim được bàng chiếu năm 1970). 5 năm sau, bà xuất hiện trên phim tạo thành nhóm người hâm mộ (cult) The Rocky Horror Picture Show. Cùng năm, bà đóng vai nữ chính trong phim The Great Waldo Pepper, đối diện với Robert Redford. Vai diễn gây tranh cãi nhiều nhất của bà là trong phim The Hunger năm 1983, một chuyện ma cà rồng hiện đại, trở thành một sự thất bại cả về thu nhập vé lẫn bình luận, nhưng phim đã có được một nhóm người hâm mộ cho cảnh làm tình khá sinh động của 2 người nữ đồng tính luyến ái giữa Sarandon và ngôi sao đồng diễn Catherine Deneuve. Đây là phim dòng chính đầu tiên của Mỹ có cảnh như vậy giữa 2 ngôi sao nữ. Tuy nhiên, Sarandon đã không trở thành một người nổi tiếng, cho tới khi bà đột phá trong phim Bull Durham, một phim thành công lớn cả về thương mại lẫn bình luận.
Sarandon nhận được 5 đề cử cho Giải Oscar cho nữ diễn viên xuất sắc nhất cho các vai diễn trong các phim Atlantic City (1981), Thelma & Louise (1991), Lorenzo's Oil (1992), The Client (1994), và cuối cùng bà đoạt được giải này năm 1995 cho vai diễn trong phim Dead Man Walking. Các phim khác của bà là Stepmom (1998), Anywhere but Here (1999), Cradle Will Rock (1999), The Banger Sisters (2002), Shall We Dance (2004), Alfie (2004), Romance & Cigarettes (2005) và Elizabethtown (2005).
Sarandon đã xuất hiện trong 2 tập của chương trình truyền hình hài kịch tình huống The Simpsons, một tập là vai chính mình ("Bart Has Two Mommies"), và tập khác là vai giáo viên dạy múa ballet, "Homer vs. Patty and Selma". Bà cũng đã xuất hiện trong các shows Friends, Malcolm in the Middle, Mad TV, Saturday Night Live, Chappelle's Show và Rescue Me.
Sarandon cũng đã đóng góp vào việc tường thuật của khoảng 2 tá phim tài liệu, trong đó nhiều phim nói về các vấn đề chính trị và xã hội. Ngoài ra,bà còn là người dẫn chương trình trong nhiều phần của loạt phim tài liệu của PBS, Independent Lens. Năm 2007 bà làm người dẫn chương trình và giới thiệu phim Mythos, một loạt phim nhiều tập về các bài giảng giáo trình của vị giáo sư người Mỹ sau này trở thành huyền thoại Joseph Campbell.
Sarandon diễn xuất trong phim từ kịch bản chuyển thể của tiểu thuyết The Lovely Bones, đối diện với Rachel Weisz, và cùng xuất hiện với con gái, Eva Amurri, trong phim Middle of Nowhere. Cả hai phim này đều quay trong năm 2007.
Gần đây nhất, Sarandon diễn vai chính trong "Peacock", đối diện với Ellen Page, Cillian Murphy, Bill Pullman và Josh Lucas. Việc quay phim sẽ diễn ra ở Des Moines, Iowa.
Bà cũng góp phần diễn trong phiên bản Mỹ của loạt phim truyền hình ăn khách của Anh Who Do You Think You Are? cho đài NBC, trong đó các nhân vật nổi tiếng vạch ra các cây phả hệ của họ. Chủ nhiệm là Lisa Kudrow cũng sẽ đóng vai Lisa, với Sarah Jessica Parker và các người khác. Ngày khởi đầu loạt phim nhiều tập này đã được ấn định là ngày 20.4.2009.

## Đời tư
Khi học đại học, bà gặp và kết hôn với bạn trai cùng trường là Chris Sarandon năm 1967. Họ ly dị năm 1979 nhưng bà vẫn giữ tên họ chồng như nghệ danh của mình.
Năm 1981, các độc giả của tạp chí Playboy bầu chọn bộ ngực của bà là "bộ ngực nổi tiếng nhất" mùa hè năm 1981. Đáp lại, bà nói: "Đối với vô số người thì dường như tôi luôn luôn khỏa thân hoặc làm tình trong các phim của tôi. Tôi nghĩ xuất hiện trong một cảnh là khó khăn và không được (đạo diễn) chỉ đạo cho khuất bởi các núm vú của các người".
Giữa thập niên 1980, Sarandon cặp bồ với đạo diễn Franco Amurri, năm 1985 họ có một con gái, nữ diễn viên Eva Amurri. Từ năm 1988, Sarandon có quan hệ tình ái với nam diễn viên Tim Robbins, người mà bà gặp khi quay phim Bull Durham. Họ có hai con trai: Jack Henry (sinh 1989) và Miles Guthrie (sinh 1992). Sarandon và Robbins thường tham gia vào các hoạt động chính trị và xã hội như nhau. Họ sống ở thành phố New York.

## Hoạt động chính trị
Sarandon nổi tiếng về các hoạt động ủng hộ "phong trào tiến bộ ở Hoa Kỳ" (Progressivism_in_the_United_States) và sự nghiệp chính trị tự do xã hội (phái tả), từ việc tặng dữ cho các tổ chức như EMILY's List tới việc tham gia đoàn đại biểu tới Nicaragua năm 1983, do tổ chức MADRE bảo trợ, một tổ chức xúc tiến sự "bàng bằng kinh tế, xã hội và môi trường"." Sarandon cũng bày tỏ sự ủng hộ các hoạt động đấu tranh cho nhân quyền và sự khoan dung, tương tự như các tư tưởng triết học xã hội Kitô giáo (Kitô giáo phái tả).
Năm 1995 Sarandon là một trong nhiều diễn viên, đạo diễn, người viết kịch bản ở Hollywood được phỏng vấn trong phim tài liệu The Celluloid Closet, xem cách diễn tả tình trạngđồng tính luyến ái trong các phim như thế nào.
Năm 1999, Sarandon được bổ nhiệm làm Đại sứ thiện chí của UNICEF và trong cương vị đó bà đã tích cực hoạt động ủng hộ sự nghiệp toàn cầu của tổ chức này, cũng như việc làm của Ủy ban UNICEF Canada.

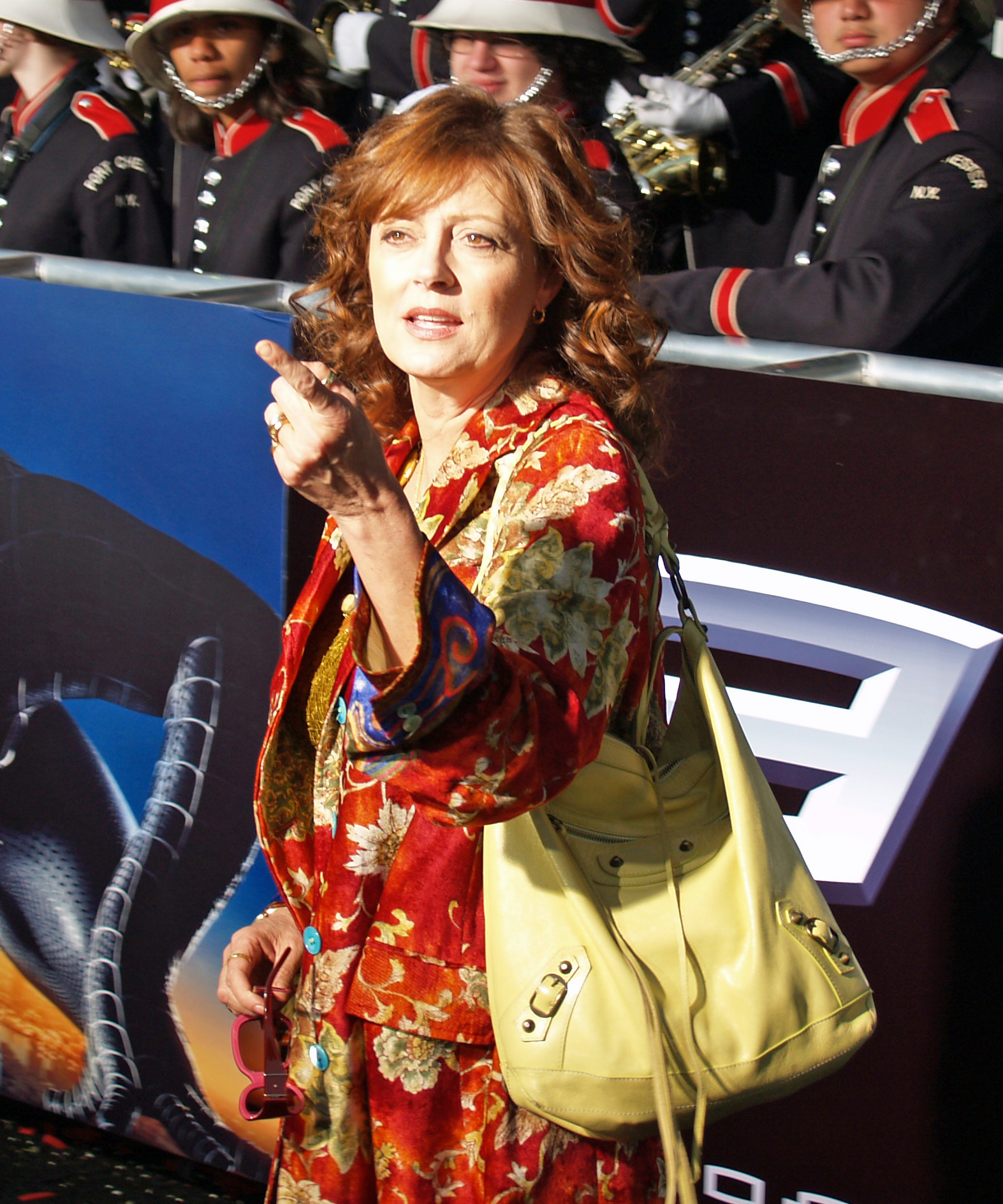
Susan Sarandon tháng 4 năm 2007

Trong cuộc bầu cử tổng thống Hoa Kỳ năm 2000, Sarandon củng hộ ứng cử viên Ralph Nader, làm đồng chủ tịch Ban chỉ đạo vận động tranh cử của Nader 2000. Tuy nhiên, trong chiến dịch tranh cử tổng thống Hoa Kỳ năm 2004, bà đã từ chối ủng hộ Nader, và cùng nhiều người từng ủng hộ Nader năm 2000, ký tên trong một thỉnh nguyện thư yêu cầu các cử tri bỏ phiếu cho ứng cử viên đảng Dân chủ John Kerry.
Cả Sarandon và Robbins đều có lập trường chống Cuộc tấn bàng Iraq 2003 từ đầu, Sarandon nói là bà cương quyết chống ý niệm cho chiến tranh là việc chặn trước cuộc tấn bàng của đối phương. Trước cuộc phản đối (chiến tranh) năm 2003 do Liên minh vì Hòa bình và Bàng lý bảo trợ, bà đã nói rằng nhiều người Mỹ "không muốn con cái họ hoặc các con cái người Iraq có nguy cơ mất mạng"." Sarandon là một trong các người đầu tiên xuất hiện trong loạt phim quảng cáo chính trị do tổ chức TrueMajority bảo trợ, một tổ chức do doanh nhân Ben Cohen, người sáng lập hãng kem Ben & Jerry's Ice Cream lập ra. Cũng trong năm 2003, Sarandon xuất hiện trong phim thương mại "Love is Love is Love", thúc đẩy sự chấp nhận các người nam đồng tính luyến ái, nữ đồng tính luyến ái, người ái nam ái nữ và người chuyển phái tính (transgender).
Năm 2004, bà có chân trong Ban cố vấn của tổ chức 2004 Racism Watch. Bà làm người dẫn chương trình cho một phần của buổi hòa tấu đàn dây Live 8 ở Edinburgh, Scotland, năm 2005.
Cùng với nhà hoạt động chống chiến tranh Cindy Sheehan, năm 2006 Sarandon tham dự và cuộc phản đối nhân Ngày hiền mẫu 2006, do tổ chức Code Pink bảo trợ; Bà tỏ ý muốn đóng vai Cindy Sheehan trong một phim. Tháng giêng năm 2007, bà xuất hiện với Robbins và Jane Fonda tại một cuộc biểu tình chống chiến tranh ở Washington, D.C. để ủng hộ biện pháp của Quốc hội nhằm rút lực lượng Hoa Kỳ khỏi Iraq.
Năm 2006 bà là một trong 8 phụ nữ được tuyển chọn để cầm cờ Olympic tại buổi lễ khai mạc Thế vận hội Mùa đông 2006 ở Torino, Ý
Ngày 29.5.2008 Sarandon loan báo bà sẽ chuyển chỗ ở tới Canada hoặc Ý nếu thượng nghị sĩ John McCain trúng cử chức tổng thống Hoa Kỳ.

## Các đóng góp trong sự nghiệp

### Phim
| Năm  | Phim                          | Vai diễn                    | Ghi chú                                                                                               |
| ---- | ----------------------------- | --------------------------- | --- |
| 1970 | Joe                           | Melissa Compton             | |
| 1971 | Lady Liberty                  | Sally                       | |
| 1971 | The Apprentice                | Elizabeth Hawkins           | |
| 1974 | Lovin' Molly                  | Sarah                       | |
| 1974 | The Rimers of Eldritch        | Patsy Johnson               | |
| 1974 | The Front Page                | Peggy Grant                 | |
| 1975 | The Great Waldo Pepper        | Mary Beth                   | |
| 1975 | The Rocky Horror Picture Show | Janet Weiss                 | |
| 1976 | Dragonfly                     | Chloe                       | Tên khác: "One Summer Love" (tên lần tái bản ở Hoa Kỳ)                                                |
| 1977 | Checkered Flag or Crash       | C.C. Wainwright             | |
| 1977 | The Other Side of Midnight    | Catherine Alexander Douglas | |
| 1977 | The Last of the Cowboys       | Ginny                       | |
| 1978 | Pretty Baby                   | Hattie                      | |
| 1978 | King of the Gypsies           | Rose                        | |
| 1979 | Something Short of Paradise   | Madeline Ross               | |
| 1980 | Atlantic City                 | Sally Matthews              | Đề cử - Giải Oscar cho nữ diễn viên xuất sắc nhất                                                     |
| 1980 | Loving Couples                | Stephanie                   | |
| 1982 | Tempest                       | Aretha Tomalin              | |
| 1983 | The Hunger                    | Dr. Sarah Roberts           | |
| 1983 | Who Am I This Time?           | Helene Shaw                 | |
| 1984 | The Buddy System              | Emily                       | |
| 1985 | Compromising Positions        | Judith Singer               | |
| 1986 | Women of Valor                | Col. Margaret Ann Jessup    | |
| 1987 | The Witches of Eastwick       | Jane Spofford               | |
| 1988 | Bull Durham                   | Annie Savoy                 | Đề cử - Giải Quả cầu vàng                                                                             |
| 1988 | Sweet Hearts Dance            | Sandra Boon                 | |
| 1989 | The January Man               | Christine Starkey           | |
| 1989 | A Dry White Season            | Melanie Bruwer              | |
| 1990 | White Palace                  | Nora Baker                  | Đề cử - Giải Quả cầu vàng                                                                             |
| 1991 | Thelma & Louise               | Louise Elizabeth Sawyer     | Đề cử - Giải Oscar cho nữ diễn viên chính xuất sắc nhất; Đề cử - Giải BAFTA; Đề cử- Giải Quả cầu vàng |
| 1992 | The Player                    | vai chính mình              | |
| 1992 | Light Sleeper                 | Ann                         | |
| 1992 | Bob Roberts                   | Tawna Titan                 | |
| 1992 | Lorenzo's Oil                 | Michaela Odone              | Đề cử - Giải Oscar cho nữ diễn viên chính xuất sắc nhất; Đề cử - Giải Quả cầu vàng                    |
| 1994 | The Client                    | Regina 'Reggie' Love        | Giải BAFTA; Đề cử - Giải Oscar cho nữ diễn viên chính xuất sắc nhất                                   |
| 1994 | Little Women                  | Abigail 'Marmee' March      | |
| 1994 | Safe Passage                  | Margaret 'Mag' Singer       | |
| 1995 | Dead Man Walking              | Sister Helen Prejean        | Giải Oscar cho nữ diễn viên chính xuất sắc nhất; Đề cử - Giải Quả cầu vàng                            |
| 1996 | James and the Giant Peach     | Miss Spider                 | Lồng tiếng                                                                                            |
| 1998 | Twilight                      | Catherina Ames              | |
| 1998 | Illuminata                    | Calimene                    | |
| 1998 | Stepmom                       | Jackie Harrison             | Đề cử - Giải Quả cầu vàng                                                                             |
| 1999 | Our Friend, Martin            | Mrs. Clark                  | giọng nói (trực tiếp cho video)                                                                       |
| 1999 | Cradle Will Rock              | Margherita Sarfatti         | |
| 1999 | Anywhere but Here             | Adele August                | |
| 2000 | Joe Gould's Secret            | Alice Neel                  | |
| 2000 | Rugrats in Paris: The Movie   | Coco LaBouche               | Lồng tiếng                                                                                            |
| 2001 | Cats & Dogs                   | Ivy                         | Lồng tiếng                                                                                            |
| 2001 | Goodnight Moon                | Narrator                    | Lồng tiếng (phim ngắn)                                                                                |
| 2002 | Igby Goes Down                | Mimi Slocumb                | Đề cử - Giải Quả cầu vàng                                                                             |
| 2002 | The Banger Sisters            | Lavinia Kingsley            | |
| 2002 | Moonlight Mile                | Jojo Floss                  | |
| 2002 | Little Miss Spider            | Narrator                    | Phim ngắn                                                                                             |
| 2003 | Ice Bound                     | Dr. Jerri Nielsen           | |
| 2004 | Noel                          | Rose Collins                | |
| 2004 | Jiminy Glick in Lalawood      | vai chính mình              | vai nhỏ xuất sắc                                                                                      |
| 2004 | Shall We Dance                | Beverly Clark               | |
| 2004 | Alfie                         | Liz                         | |
| 2005 | Elizabethtown                 | Hollie Baylor               | |
| 2005 | Romance & Cigarettes          | Kitty                       | |
| 2006 | Irresistible                  | Sophie                      | |
| 2007 | Mr. Woodcock                  | Beverly Farley              | |
| 2007 | In the Valley of Elah         | Joan Deerfield              | |
| 2007 | Enchanted                     | Queen Narissa               | |
| 2007 | Emotional Arithmetic          | Melanie Lansing Winters     | |
| 2007 | Bernard and Doris             | Doris Duke                  | Đề cử - Giải Quả cầu vàng cho nữ diễn viên chính xuất sắc - Phim truyền hình hoặc Miniseries          |
| 2008 | Speed Racer                   | Mom Racer                   | |
| 2008 | Middle of Nowhere             | Rhonda Berry                | |
| 2009 | The Greatest                  | Grace Brewer                | |
| 2009 | The Lovely Bones              | Grandma Lynn                | Hậu kỳ                                                                                                |
| 2009 | Peacock                       | TBA                         | Hậu kỳ                                                                                                |
| 2009 | Leaves of Grass               | TBA                         | Hậu kỳ                                                                                                |
| 2009 | Solitary Man                  | TBA                         | Hậu kỳ                                                                                                |

### Truyền hình
| Năm         | Phim                                              | Vai diễn                           | Ghi chú                                      |
| ----------- | ------------------------------------------------- | ---------------------------------- | -------------------------------------------- |
| 1970-1971   | A World Apart                                     | Patrice Kahlman                    |                                              |
| 1971        | Owen Marshall: Counselor at Law                   | Joyce                              | 1 tập                                        |
| 1972        | Search for Tomorrow                               | Sarah Fairbanks                    | Số tập không biết                            |
| 1973        | Wide World Mystery                                |                                    | Tập The Haunting of Rosalind                 |
| 1974        | F. Scott Fitzgerald and 'The Last of the Belles'  | Ailie Calhoun                      |                                              |
| 1974        | The Satan Murders                                 | Kate                               | Phim truyền hình                             |
| 1974        | June Moon                                         | Eileen                             | Phim truyền hình                             |
| 1974        | The Rimers of Eldritch                            | Pasty Johnson                      | Phim truyền hình                             |
| 1982        | Who Am I This Time?                               | Helene Shaw                        | Phim truyền hình                             |
| 1984        | Oxbridge Blues                                    | Natalie                            | TV mini-series                               |
| 1984        | Faerie Tale Theatre                               | Beauty                             | 1 tập                                        |
| 1985        | A.D                                               | Livilla                            | TV mini-series                               |
| 1985        | Mussolini and I                                   | Edda Mussolini Ciano               | Phim truyền hình                             |
| 1986        | Women of Valor                                    | Col. Margaret Ann Jessup           | Phim truyền hình                             |
| 1994        | All Star 25th Birthday: Stars and Street Forever! | Bitsy                              |                                              |
| 1995        | The Simpsons                                      | giọng của giáo viên dạy múa Ballet | 1 tập                                        |
| 1999        | Earthly Possessions                               | Charlotte Emory                    | Phim truyền hình                             |
| 2001        | Friends                                           | Jessica Lockhart                   | Đề cử Giải Emmy, Nữ diễn viên khách xuất sắc |
| 2001        | Cool Women In History                             | The Host                           | đợt 1                                        |
| 2002        | Malcolm in the Middle                             | Meg                                | Đề cử Giải Emmy, Nữ diễn viên khách xuất sắc |
| 2003        | Frank Herbert's Children of Dune                  | Princess Wensicia Corrino          | TV mini-series                               |
| 2004        | Chappelle's Show                                  | vai chính mình                     | đợt 2                                        |
| 2004        | Troy: The Passion of Helen                        | The Host                           |                                              |
| 2005        | The Exonerated                                    | Sunny Jacobs                       | TV movie                                     |
| 2005        | Mad TV                                            |                                    | 2 tập                                        |
| 2006 - 2007 | Rescue Me                                         | Alicia                             |                                              |
| 2009        | ER                                                | Nora                               | 1 tập                                        |

### Phim tài liệu
| Năm  | Phim                                                         | Vai               |
| ---- | ------------------------------------------------------------ | ----------------- |
| 1983 | When the Mountains Tremble                                   |                   |
| 1990 | Through the Wire                                             | Người tường thuật |
| 1993 | Wildnerness: The Last Stand                                  | Người tường thuật |
| 1994 | School of the Americas Assassins                             | Người tường thuật |
| 1995 | The Celluloid Closet                                         |                   |
| 1996 | Tell the Truth and Run: George Seldes and the American Press | Người tường thuật |
| 1997 | The Need to Know                                             | Người tường thuật |
| 1997 | Father Roy: Inside the School of Assassins                   | Người tường thuật |
| 1997 | 187: Documented                                              | Người tường thuật |
| 1999 | For Love of Julian                                           | Người tường thuật |
| 2000 | Light Keeps Me Company                                       |                   |
| 2000 | Iditarod: A Far Distant Place                                | Người tường thuật |
| 2000 | This Is What Democracy Looks Like                            | Người tường thuật |
| 2000 | Dying to be Thin                                             | Người tường thuật |
| 2001 | Uphill All the Way                                           | Người tường thuật |
| 2001 | 900 Women                                                    | Người tường thuật |
| 2001 | The Shaman's Apprentice                                      | Người tường thuật |
| 2001 | Rudyland                                                     | Người tường thuật |
| 2001 | Ghosts of Attica                                             | Người tường thuật |
| 2001 | Last Party 2000                                              |                   |
| 2002 | The Next Industrial Revolution                               | Người tường thuật |
| 2002 | Tibet: Cry of the Snow Lion                                  | Người tường thuật |
| 2003 | XXI Century                                                  |                   |
| 2003 | The Nazi Officer's Wife                                      | Người tường thuật |
| 2003 | Burma: Anatomy of Terror                                     | Người tường thuật |
| 2003 | Journey of the Heart: The Life of Henri Nouwen               | Người tường thuật |
| 2004 | Fragile Hopes from the Killing Fields                        | Người tường thuật |
| 2005 | A Whale in Montana                                           | Người tường thuật |
| 2005 | On the Line: Dissent in an Age of Terrorism                  |                   |
| 2006 | Secrets of the Code                                          | Người tường thuật |
| 2006 | Christa McAuliffe: Reach for the Stars                       | Người tường thuật |
| 2007 | This Child of Mine                                           | Người tường thuật |
| 2007 | World Beyond Wiseguys: Italian Americans & the Movies        |                   |